# Esprit d'équipe (sociologie)
Pour les articles homonymes, voir Esprit d'équipe.
L'esprit d'équipe est un lien entre les membres d'un groupe, leur donnant le sentiment de faire corps et les poussant à œuvrer pour le bien de l'équipe au détriment du bien individuel. 

## En sport
Dans les sports collectifs, l'esprit d'équipe pousse les joueurs à se reposer davantage les uns sur les autres, à développer et utiliser des tactiques à plusieurs (ce qui est le contraire du "jeu perso"), et à se soutenir mutuellement en cas de baisse de moral. Le créer est donc un des principaux objectifs de tout entraîneur.
L'esprit d'équipe peut aussi naître dans les sports individuels si, au sein d'une équipe, les athlètes s'encouragent ou se conseillent mutuellement afin que chacun fasse de son mieux lors de sa prestation

## Dans la culture japonaise
L’esprit d’équipe est le caractère de l’organisation du travail de l’entreprise Toyota. Cet état d’esprit est au cœur du miracle économique japonais, et partant du succès grandissant des « cinq dragons» et de l’Asie. En autorisant l’initiative, le Toyotisme favorise l’intérêt du travail.
Pour le sociologue occidental, les raisons de ce succès restent une énigme. Mitchell Deutsch a souligné l’importance de certains traits de la culture japonaise, comme l’amitié (amae) , l’harmonie (tatemae), et l’art, face à la nouveauté, de dépasser les interprétations immédiates en acceptant des formules improvisées (honne) permettant le retour à la réflexion, et le maintien de bonnes relations (nemawashi). 
À cet égard, le fait d’appréhender la réalité dans la durée oblige à éviter le piège (explosion combinatoire) des interprétations immédiates exige une discipline mentale développée par les kōan. Dans la vie courante, le respect de cette obligation à caractère spirituel est favorisé par le rituel de politesse associé à la culture.